# 利亞利亞河
利亞利亞河是俄羅斯的河流，屬於索西瓦河的右支流，由斯維爾德洛夫斯克州負責管轄，河道全長268公里，流域面積7,430平方公里，流經西西伯利亞平原，河水主要來自雨水和融雪。